# Циленга
Циленга — река в России, течёт по территории южной части Лешуконского района Архангельской области. Правый приток реки Вашка.
Длина реки составляет 40 км.
Течёт по лесной болотистой местности. Генеральным направлением течения является юго-запад, около устья поворачивает на север. Впадает в Вашку у болота Жаровье северо-восточнее деревни Кеба. Возле устья ширина реки достигает 16 м, глубина — 1,2 м, дно песчаное. Крупнейший приток — Пучкорвожа, впадает слева на высоте 48 м над уровнем моря в 11 км от устья.

## Данные водного реестра
По данным государственного водного реестра России относится к Двинско-Печорскому бассейновому округу, водохозяйственный участок реки — Мезень от истока до водомерного поста у деревни Малонисогорская. Речной бассейн реки — Мезень.
Код объекта в государственном водном реестре — 03030000112103000048204.